# Weinrich (Unternehmen)
Die Ludwig Weinrich GmbH & Co. KG ist eine deutsche Schokoladenfabrik, die überwiegend für den Lebensmitteleinzelhandel sowie im Bereich Bio und Fairtrade produziert. Gegründet wurde das im ostwestfälischen Herford ansässige Familienunternehmen im Jahr 1895.

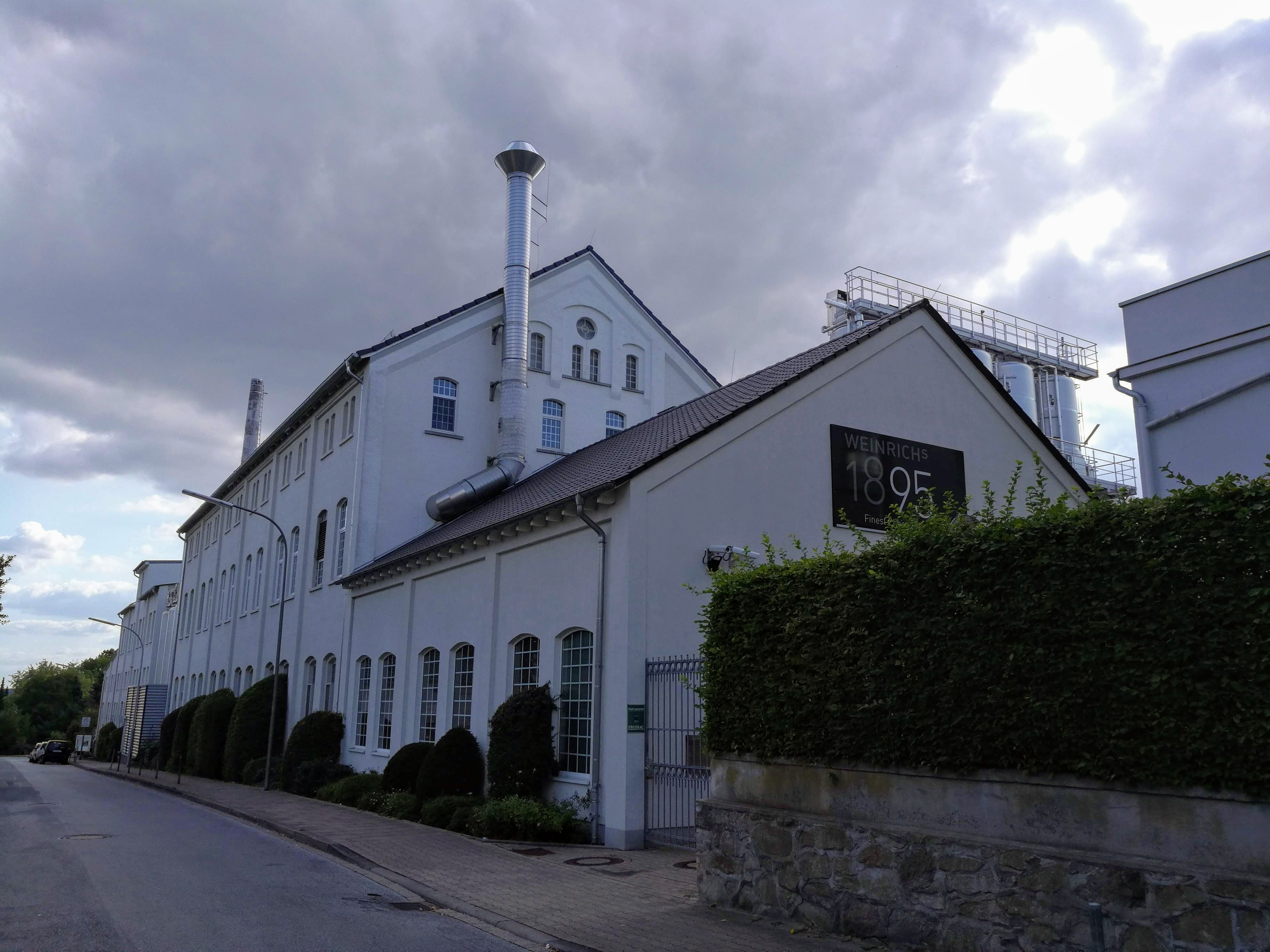
Produktion

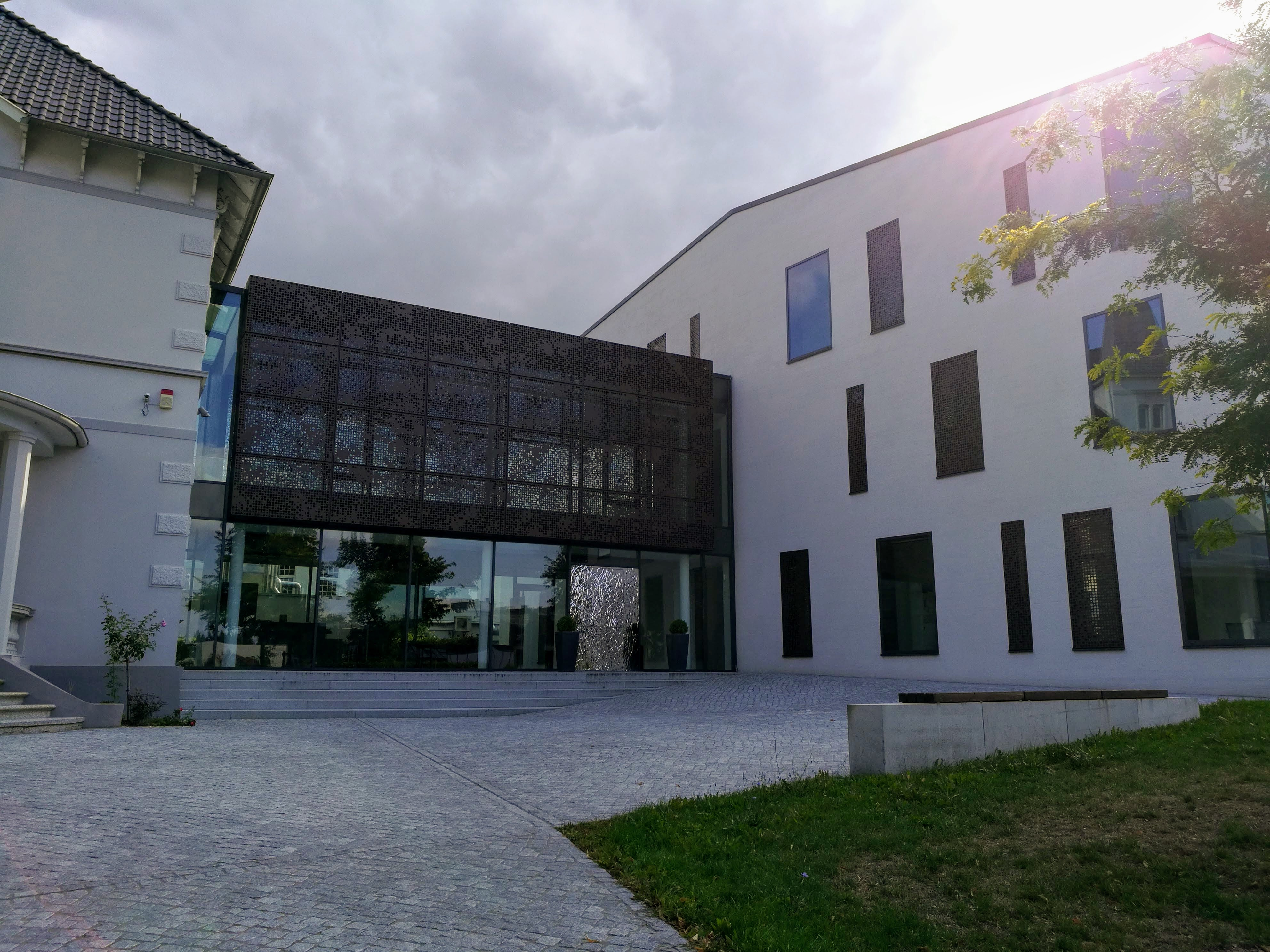
Verwaltung

## Unternehmensgeschichte
1895 gründeten Ludwig Weinrich und Paul Drüge die Herforder Biscuit- und Cakesfabrik Weinrich & Drüge. Nach Paul Drüges Ausscheiden im Jahr 1912 befand sich die Firma ganz im Besitz der Familie Weinrich. Kurz nach dem Ersten Weltkrieg wurde die Produktion von Schokolade aufgenommen. 1923 gründete sich die „Ludwig Weinrich Schokolade- und Keksfabrik AG“. Neben Keksen, Waffeln und Lebkuchen widmete man sich seitdem besonders der Schokoladen- und Pralinenherstellung. Die ersten Handelsmarken wurden vermarktet. Anfang der 1960er Jahre wurde die Gebäck- und Pralinenfabrikation aufgegeben und der Schwerpunkt auf massive und gefüllte Tafelschokoladen sowie Kuvertüren verlagert.
1991 gingen die Kapitalanteile durch Management-Buy-out von der Familie Weinrich an den langjährigen Firmenleiter Cord Gerhard Budde sen. über, der bereits im Jahr 1954 als Schwiegersohn der Weinrichs in das Unternehmen eingetreten war. 1993 übernahm Cord Budde jr. die Position des Geschäftsführers und 1998 auch die Mehrheit der Firmenanteile.
Neuland erkundete die Schokoladenfabrik Weinrich im Jahr 1996 mit der Produktion von fair gehandelter Schokolade. In den Folgejahren entwickelte sich das Unternehmen zu einem der Weltmarktführer in der Herstellung von Fairtrade-Schokolade. Zum Jahrtausendwechsel gründete sich Weinrichs Tochterunternehmen, die EcoFinia GmbH, die unter dem Markennamen Vivani Premium-Schokolade für den Biofachhandel produziert. Heute gehört Vivani zu den bekannten Schokoladenmarken im Biofachhandel und wird in über 50 Länder weltweit vertrieben. Im Geschäftsjahr 2007/2008 erzielte Weinrich erstmals einen Umsatz von über 100 Millionen Euro, der bis zum Jahr 2017 auf 226 Mio. EUR anstieg. Im Jahr 2018 errichtete das Unternehmen, das zu „den Top-Fünf-Stromfressern im Kreis Herford“ gehört, ein eigenes Blockheizkraftwerk.

## Konzernstruktur
Die Ludwig Weinrich Verwaltungs- und Beteiligungsgesellschaft mbH ist persönlich haftende Gesellschafterin der Ludwig Weinrich GmbH & Co. KG und übt deren Geschäftsführung aus. Eine 100-prozentige Tochtergesellschaft ist die Weinrich International GmbH. Einen Anteil von 50 Prozent hält Weinrich an der EcoFinia GmbH. Alle Unternehmen haben ihren Sitz in Herford.

## Produkte
Produziert werden in der Weinrich Schokoladenfabrik verschiedene Sorten massiver und gefüllter Schokolade sowie Schokoladenriegel und Kuvertüre. Das Spektrum umfasst hierbei sowohl die Fertigung von konventioneller, als auch von Bio- und Fairtrade-Schokolade.
Im Auftrag der GEPA produziert Weinrich mit Kakaobohnen aus Ghana Schokolade, die das Transfair-Siegel trägt. Für den britischen Schokoladenhersteller Divine nutzt Weinrich Transfair-Kakaobohnen der 1993 gegründeten ghanaischen Kuapa Kokoo Union (KKU), deren Bauern zu 45 % an der Marke Divine beteiligt sind. Über eine Tochtergesellschaft vertreibt Weinrich unter den Marken Vivani, iChoc, Björnsted und lacoa Bioschokolade für den Biofachhandel und Lebensmitteleinzelhandel. Spezialisiert ist Weinrich zudem auf die Entwicklung von Eigenmarken, sogenannten Private-Label-Schokoladen.

## Werksverkauf

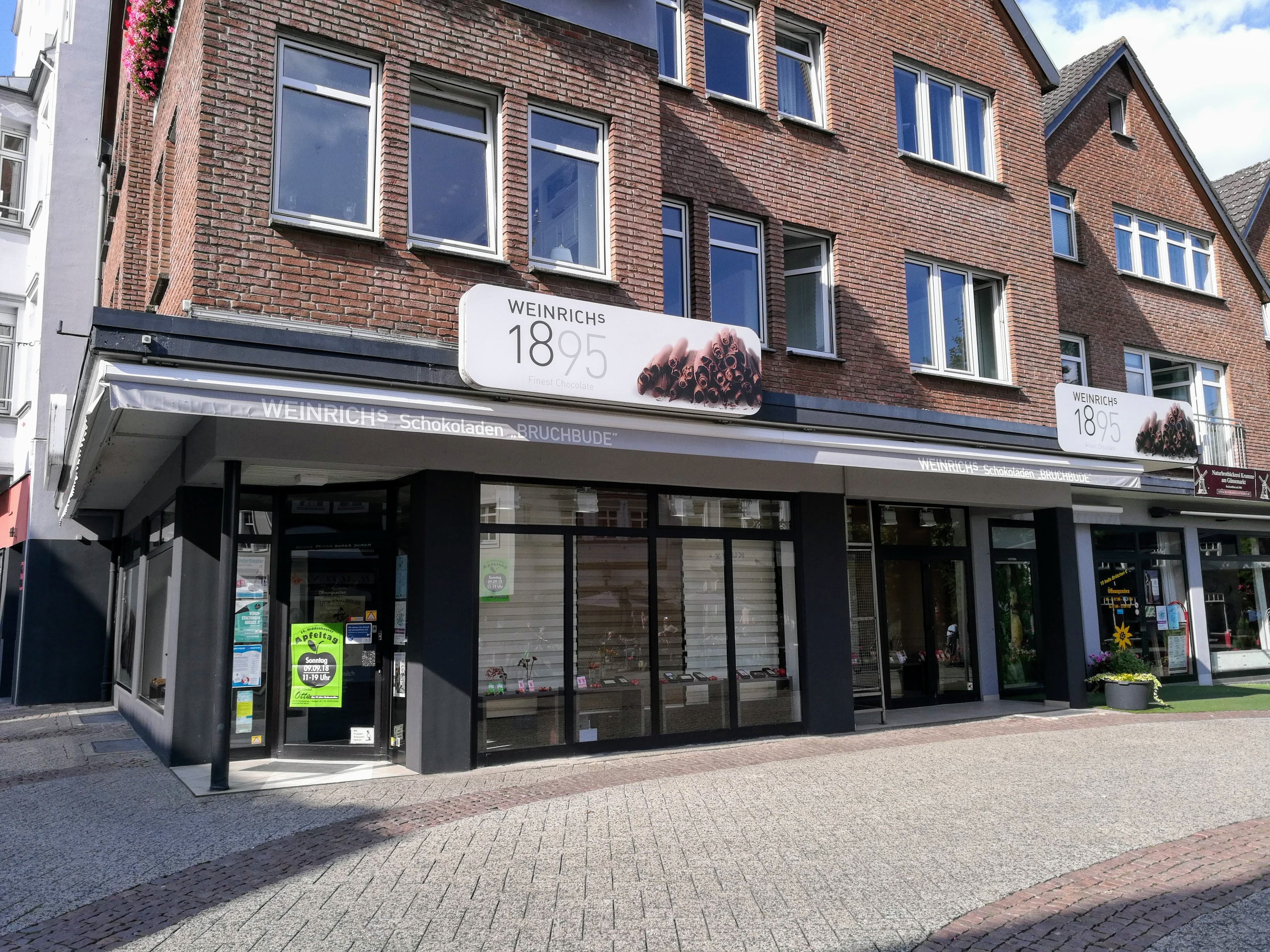
Weinrichs Schokoladen Bruchbude

Am Gänsemarkt im Herforder Ortsteil Radewig betreibt Weinrich unter dem Namen Weinrichs Schokoladen Bruchbude einen Werksverkauf. Die Bruchbude ist werktags geöffnet. Das Sortiment umfasst neben Weinrich- und GEPA-Produkten vor allem preiswerte Bruchschokolade sowie auch Süßwaren anderer Hersteller.

## Soziales Engagement
Weinrich engagiert sich für bessere Lebensbedingungen der Lieferanten aus den Erzeugerländern. Ein Beispiel hierfür ist die intensive Handelspartnerschaft mit der Kuapa Kokoo-Genossenschaft, einem ghanaischen Zusammenschluss von Kakaobauern.